# 山东大学（威海）
山东大学（威海）是山东大学在山东省威海市设立的一个校区，创建于1984年，是中华人民共和国第一所实行异地办学的高校。校区在山东大学统一规划下，面向中国大陆一本线上招生。学生毕业后由山东大学颁发统一毕业证与学位证。

## 历史
1984年11月1日，根据山东大学及威海市之间的协商，决定在玛珈山（原麻子山）下建立山东大学分校。同年，山东大学威海校区建设动工。
1987年，山东大学威海分校开始招生。从此以后，学校规模不断扩大。1993年5月，山东大学同意威海分校毕业证盖山东大学章和校长章。
1999年10月23日，教育部异地合作办学座谈会在威海分校召开，就异地合作办学问题进行了讨论。2001年6月18日，教育部同意威海分校学生颁发山东大学毕业证书。
2009年3月23日至24日，山东大学相关负责人到威海分校调研工作。时任校长徐显明提出了“统分结合、优势互补、各具特色、一体发展”的“大山东大学”发展架构。2011年2月13日，山东大学与威海市共建山东大学威海分校签约暨“威海星”命名仪式在济南举行。
2011年11月22日，“山东大学威海分校”改名为“山东大学（威海）”，校内称“威海校区”。2012年10月23日，中共山东大学威海分校委员会更名为中共山东大学（威海）委员会。

## 教学科研
截止2022年，校区共设立12个学院和1个教学部，列表如下：

| - 东北亚学院 - 翻译学院 - 空间科学与物理学院 - 商学院 | - 艺术学院 - 数学与统计学院 - 法学院 - 海洋学院 | - 马克思主义学院 - 文化传播学院 - 机电与信息工程学院 - 山东大学澳国立联合理学院 |

校区现有35个本科招生专业，可在24个一级学科招收硕士研究生、18个一级学科招收博士研究生，同时可在17个一级学科招收博士后，已形成了培养博士生、硕士生、本科生、国际学生等多层次的教育体系。共有全日制统招本科生14500余人、国际学生500余人、博硕士研究生2000余人、教职工1200余人，其中教授、副教授520人，博士、硕士生导师482人。